# Rostěnice-Zvonovice
Rostěnice-Zvonovice (deutsch Rosternitz-Swonowitz) ist eine Gemeinde in Tschechien. Sie liegt fünf Kilometer südwestlich von Vyškov und gehört zum Okres Vyškov.

## Geographie
Rostěnice-Zvonovice befindet sich zwischen dem Drahaner Bergland und den Litenčické vrchy in der Vyškovská brázda (Wischauer Tor). Das Dorf erstreckt sich beiderseits des Baches Rostěnický potok. Im Nordwesten führt die Autobahn D 1 vorbei; nördlich liegt die Abfahrt 226 Vyškov-západ zu der das Dorf keine direkte Anbindung besitzt.
Nordöstlich erhebt sich die Kopaniny (356 m) und im Süden der Špice (302 m).
Nachbarorte sind Drnovice, Kašparovský Dvůr,  Nosálovice und Nouzka im Norden, Brňany und Terešov im Nordosten, Dvorek und Hlubočany im Osten, Kučerov im Südosten, Lysovice im Süden, Podbřežice und Komořany im Südwesten, Tučapy und Nemojany im Westen sowie Luleč im Nordwesten.

## Geschichte

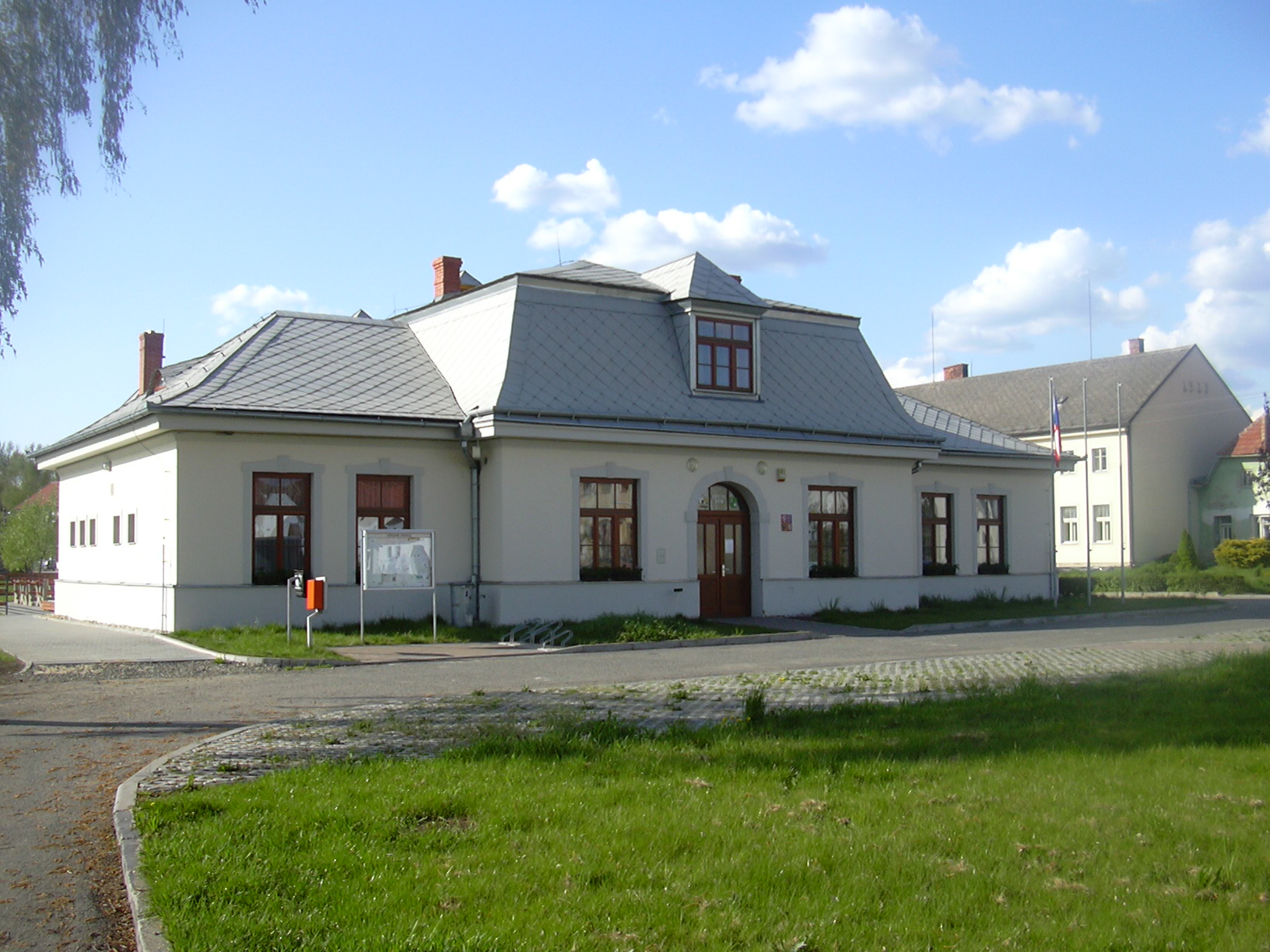
Gemeindeamt in Rostěnice

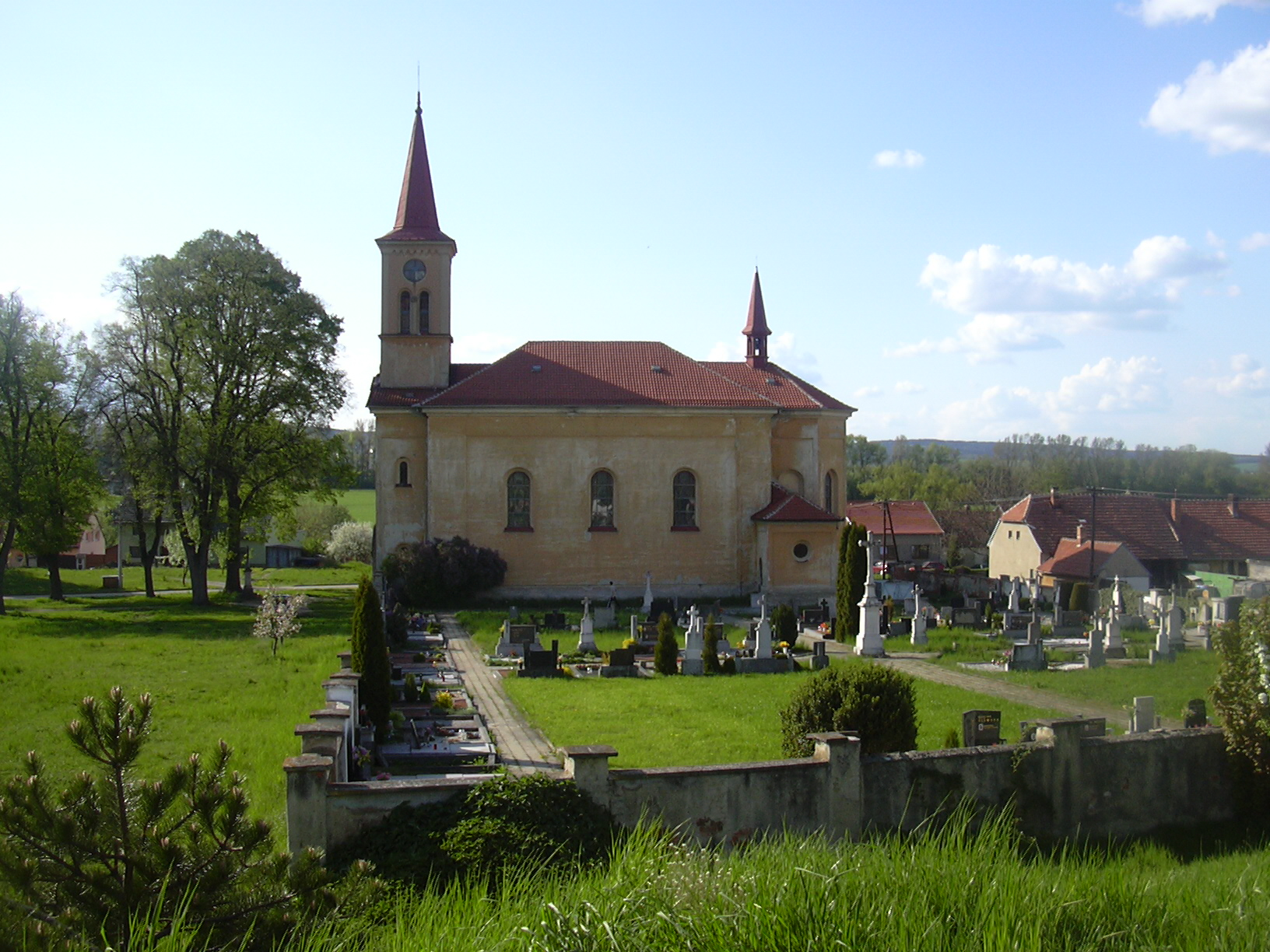
Kirche der hl. Kyrill und Method in Rostěnice

Die erste urkundliche Erwähnung von Rostěnice erfolgte im Jahre 1131 in der Besitzübertragungsurkunde Bischof Heinrich Zdiks über sämtliche der Kirche St. Peter gehörigen Güter an den neu erbauten Wenzelsdom in Olmütz. Darin wurden die zum Pustimirer Gau gehörigen Güter Nemojany, Podivice und Rostěnice, Besitzungen in Vyškov, Dražovice, Hlubočany, Želeč, Křižanovice sowie das wüste Dorf Melice bei Pustimir genannt. In einer weiteren Urkunde Zdiks von 1141 wurden wiederum ein Vorwerk in Rostěnice aufgeführt. Zvonovice gehörte zum Ende des 13. Jahrhunderts zu den Besitzungen der Herren von Obřany. Bis zur Mitte des 19. Jahrhunderts waren beide Dörfer immer zu unterschiedlichen Herrschaften untertänig.
Nach der Aufhebung der Patrimonialherrschaften bildeten Rosternitz und Swonowitz ab 1850 eigenständige Gemeinden in der Bezirkshauptmannschaft Wischau. Beide Orte waren mehrheitlich von Deutschen besiedelt und gehörten zur Wischauer Sprachinsel. Seit der zweiten Hälfte des 19. Jahrhunderts setzte ein verstärkter Zuzug von Tschechen in die verbliebenen acht Orte der Sprachinsel ein. Während der deutschen Besetzung erfolgte die Aussiedlung der tschechischen Minderheit aus den Sprachinseldörfern. Zwischen 1945 und 1946 wurden die deutschsprachigen Bewohner nach Deutschland vertrieben und der Ort mit Tschechen aus den zwischen 1941 und 1945 für den Truppenübungsplatz geräumten 33 Dörfern des Drahaner Berglandes, deren Häuser bei den Übungen zerstört worden waren, neu besiedelt. Mit Beginn des Jahres 1961 wurden Rostěnice und Zvonovice zur Gemeinde Rostěnice-Zvonovice zusammengeschlossen. Zwischen 1986 und 1994 waren beide Dörfer nach Vyškov eingemeindet. Im Jahre 1995 entstand die Gemeinde Rostěnice-Zvonovice wieder. Seit 2004 führt Rostěnice-Zvonovice ein Wappen und Banner.

## Gemeindegliederung
Die Gemeinde Rostěnice-Zvonovice besteht aus den Ortsteilen Rostěnice (Rosternitz) und Zvonovice (Swonowitz).

## Sehenswürdigkeiten
- Pfarrkirche der hl. Kyrill und Method in Rostěnice, erbaut 1857–1863
- Kapelle in Zvonovice